# 花山院忠頼
花山院 忠頼（かさんのいん ただより）は、鎌倉時代初期の公卿。右大臣・花山院忠経の長男。官位は従三位。

## 経歴
正治3年（1201年）正月6日に従五位下に叙爵。建仁3年（1203年）に従五位上・侍従に叙任され、元久2年（1205年）正月5日に正五位下に昇叙。同年3月に禁色を聴された。元久3年（1206年）正月17日に従四位下、建永2年（1207年）正月13日には備前介に任ぜられ、承元2年（1208年）従四位上・右近衛中将となる。
承元3年（1209年）正月13日に播磨権介を兼ねて、承元5年（1211年）正月5日に正四位下に昇叙。建暦2年（1212年）正月5日に14歳にして従三位に叙せられて公卿に列し、清華家の嫡男として順調に昇進するが、同年12月より病に倒れる。18日には祈禱療治も効果がないほどとなり、19日の朝に薨去した。享年14。嫡男でかつ才能があり、藤原定家は日記『明月記』の中で両親の心中を察するべしとその死を悼んだ。